# Interrogatoire de Savonarole
L'Interrogatoire de Savonarole est un tableau peint par François Marius Granet en 1846. Il est conservé au musée des Beaux-Arts de Lyon.

## Contexte de conception
C'est fin 1820, que Granet cherche à donner une nouvelle orientation à sa peinture, la consacrant alors essentiellement à la description de moments historiques. Le Moyen Âge est la source de son inspiration, mais les thèmes récurrents de ses tableaux sont l'univers carcéral et la religion. Ainsi, il expose, en 1827, au Salon officiel Saint Louis délivrant les prisonniers français à Damiette (Fontainebleau, musée national du château), et en 1833, les Pères rédemptoristes rachetant des esclaves à Tunis (Paris, musée du Louvre). Les prisons, et cryptes, tout comme le monde monastique et clérical sont omniprésents tout au long de sa carrière, montrant quelquefois une image très sombre de la religion, comme la Scène d'inquisition, petite toile aujourd'hui au musée des Beaux-Arts de Dunkerque (Luxembourg 2002, no 57, p. 138).
La composition de l'Interrogatoire de Savonarole semble être en lien avec un dessin nommé Un moine amené par deux soldats devant un juge, effet de lumière. Cependant, il est possible que l'Interrogatoire de Savonarole ait été tiré d'une autre œuvre exposée au Salon en 1835, présentée ainsi sur le livret : « Savonarole - Ayant été condamné à être pendu et brûlé, il reçoit l'exhortation d'un cardinal avant d'aller au supplice en 1498 », mais on suppose que cela peut également être le même tableau.

## Sujet historique
Jérôme Savonarole était un frère prédicateur dominicain, qui profita de la révolution chassant les Médicis pour instituer une dictature théocratique à Florence de 1494 à 1498. L'ordre moral rigoriste qu'il imposa, ses critiques véhémentes contre la corruption du pape, de Rome et des puissants, son intransigeance finirent par provoquer la révolte des Florentins en mai 1497 et son excommunication par le pape Alexandre VI. Emprisonné, il fut accusé d’hérésie, de prophétisme, de sédition et d’erreur religieuse. Jugé par le tribunal de l'Inquisition mené par des Dominicains, il fut condamné et pendu puis son corps est brûlé sur la Piazza della Signoria à Florence où une plaque au sol commémore l'événement.

## Description
François Marius Granet a choisi de représenter les derniers instants du prédicateur Savonarole, et non pas une scène extraite du procès, comme peut le laisser entendre le titre du tableau. C'est un face-à-face entre deux représentants de l'église, dont un cardinal semblant énoncer les clauses de cette sentence et les derniers conseils moraux, et Savonarole, campé sur ses convictions, droit, mais tout de même voûté, la main crispée sur le cœur. 
Une certaine intimité est rendue par l'étroitesse de la pièce fermée où se trouvent les personnages, et le fait qu'il s'agisse d'un moment partagé uniquement par quelques protagonistes, avant le supplice en public. Cependant, l'aspect dramatique de la situation, créé par la présence du bourreau encapuchonné et des soldats, et la théâtralité sont très fortement appuyés par un clair-obscur, ne laissant, comme zones lumineuses, que la fenêtre grillagée rappelant immanquablement la prison d'où sort le condamné, sur lequel ressort la silhouette en contre-jour du Christ en croix, et la table autour de laquelle sont assis les religieux et les hommes de loi, inondés de rouge écarlate, de la nappe jusqu'aux tissus des fauteuils.
Par un savant effet de composition, Granet laisse le visage du condamné dans l’ombre et place au centre la statue d’un Christ en croix en contre-jour, accrochée sur une grille. Le thème de l’enfermement est récurrent dans le travail de l’artiste.